# رقية الدرهم
رقية الدرهم هي رقية فيضول الدرهم (1978, لاس بالماس ) سياسية مغربية تنتمي لحزب الاتحاد الاشتراكي للقوات الشعبية. تم تعيينها يوم 5 أبريل 2017 في منصب كاتبة للدولة لدى وزير الصناعة والاستثمار والتجارة والاقتصاد الرقمي مكلفة بالتجارة الخارجية في حكومة سعد الدين العثماني.

## حياتها
ولدت السيدة رقية الدرهم، عام 1978، بلاس بالماس، لكنها لم تسجل في الأوراق الرسمية حتى عام 1979 بالعيون.
رقية الدرهم حاصلة على دبلوم المعهد الدولي للدراسات العليا بالمغرب، في تخصص التسويق والتواصل، وتحضر حاليا ماستر إدارة الأعمال ببريطانيا،
انخرطت بحزب الاتحاد الاشتراكي للقوات الشعبية سنة 2009.
انتخبت الدرهم نائبة برلمانية عن حزب الاتحاد الاشتراكي للقوات الشعبية سنة 2011. وشغلت خلال نفس الولاية التشريعية منصب نائبة رئيس لجنة الخارجية بمجلس النواب.
وقد شاركت في العديد من المنتديات الدولية للدفاع عن القضية الوطنية، وكذا منتديات ومؤتمرات اقتصادية نظمت بالعديد من الدول، منها الأفريقية والأوروبية والآسيوية والأمريكية.
تنشط السيدة رقية الدرهم في المجال الجمعوي، فهي عضو منتدى النساء الرا~دات في المجال السياسي، وسفيرة شرفية ل "Little Rock" في الولايات المتحدة، ورئيسة الفريق النسوي لكرة القدم للدار البيضاء «نادي الوداد البيضاوي».